# Lienzo de Quauhquechollan

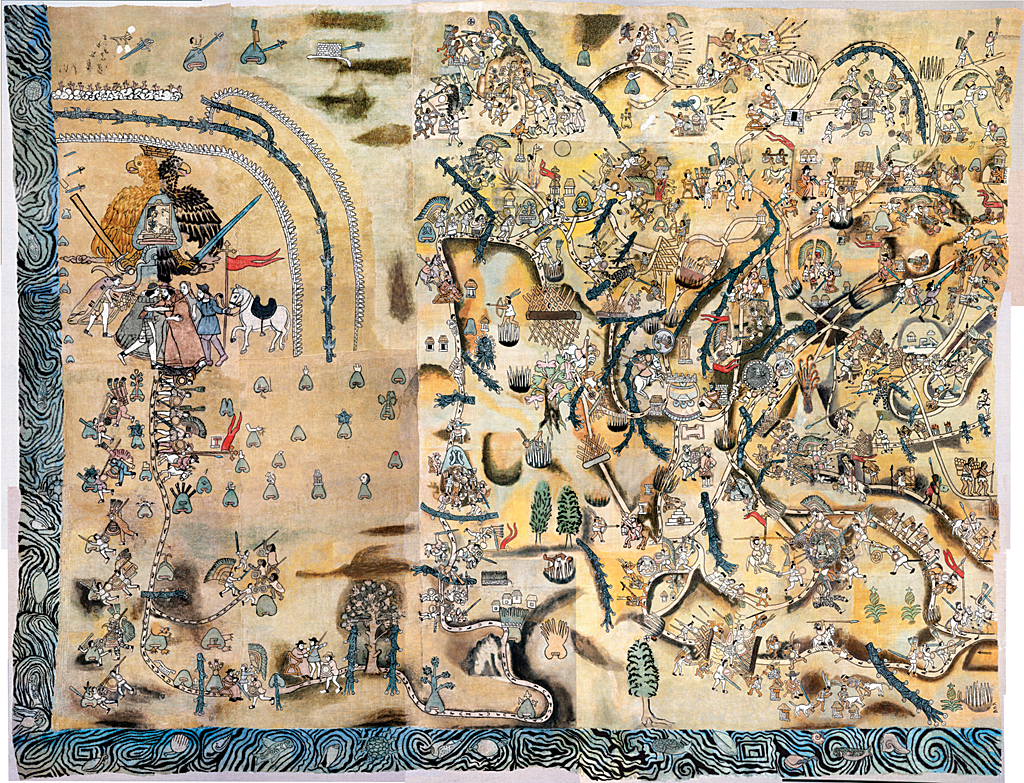
Photographie du Lienzo de Quauhquechollan après sa restauration, en 2009.

Le Lienzo de Quauhquechollan est un codex mésoaméricain nahua du XVIe siècle, qui raconte la conquête du Guatemala par les troupes dirigées par Hernán Cortés et Jorge de Alvarado, composées de conquistadors et de leurs alliés indigènes originaires de Quauhquechollan. Cette peinture est conservée et exposée au musée Casa del Alfeñique, à Puebla, au Mexique.